# Al Overton Jr.
Al Overton Jr. (geb. vor 1970) ist ein US-amerikanischer Tonmeister.

## Leben
Overton, Sohn des ebenfalls für den Oscar nominierten Tonmeisters Al Overton, begann seine Karriere 1968 beim Fernsehen. Sein Spielfilmdebüt war Burt Kennedys Western Der gnadenlose Rächer. In der Folge war er an zahlreichen großen Hollywoodproduktionen beteiligt und arbeitete nur noch sehr selten für das Fernsehen. Zwischen 1976 und 1989 war Overton vier Mal für den Oscar in der Kategorie Bester Ton nominiert: 1976 für 700 Meilen westwärts, 1980 für Der elektrische Reiter, 1982 für Tanz in den Wolken und 1989 für Stirb Langsam. Er konnte jedoch keinen der Preise gewinnen. 1991 zog er sich aus dem Filmgeschäft zurück.

## Filmografie (Auswahl)
- 1970: Little Big Man
- 1970: Zwei dreckige Halunken (There Was a Crooked Man…)
- 1975: 700 Meilen westwärts (Bite the Bullet)
- 1975: Der Mann ohne Nerven (Breakout)
- 1978: Das verrückte California-Hotel (California Suite)
- 1978: Der Schmalspurschnüffler (The Cheap Detective)
- 1979: Der elektrische Reiter (The Electric Horseman)
- 1980: Fast wie in alten Zeiten (Seems Like Old Times)
- 1981: Tanz in den Wolken (Pennies from Heaven)
- 1984: Footloose
- 1988: Stirb langsam (Die Hard)
- 1989: Magnolien aus Stahl (Steel Magnolias)
- 1991: Der Preis der Macht (True Colors)

## Nominierungen (Auswahl)
- 1976: Oscar-Nominierung in der Kategorie Bester Ton für 700 Meilen westwärts
- 1980: Oscar-Nominierung in der Kategorie Bester Ton für Der elektrische Reiter
- 1982: Oscar-Nominierung in der Kategorie Bester Ton für Tanz in den Wolken
- 1989: Oscar-Nominierung in der Kategorie Bester Ton für Stirb Langsam